# Limelight (Kortrijk)

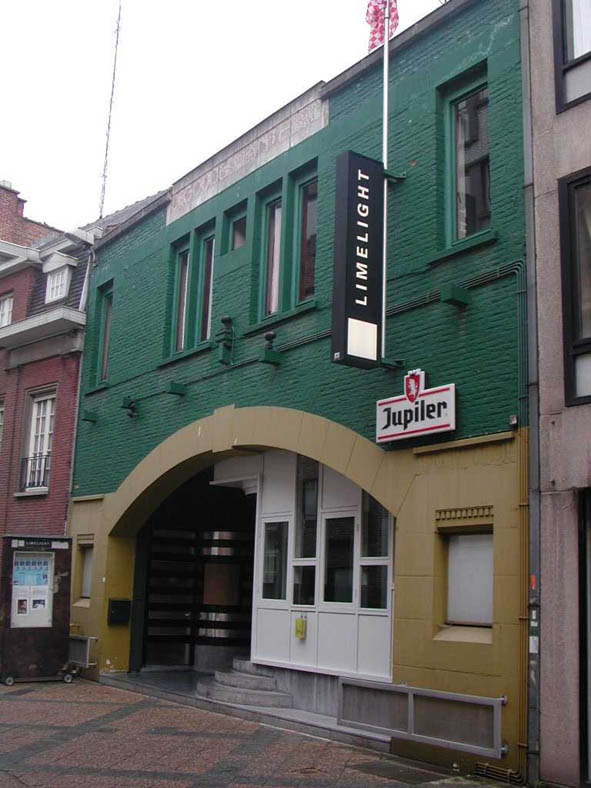
Voormalige bioscoop De Gouden Lanteern

De Limelight, ook wel bekend als De Gouden Lanteern, is een voormalig kunstencentrum en bioscoop in Kortrijk. Het gebouw opende in 1921 als "De Gouden Lanteern" en is gebouwd in art deco stijl naar een ontwerp van Richard Acke.

## Geschiedenis

### Opening (1921-1944)
Het gebouw opende in 1921 de deuren onder de naam "De Gouden Lanteern". Het was destijds het eerste gebouw in Kortrijk met een overspanning van gewapend beton. Opvallend aan het gebouw, is de typerend brede steekboog en een Gouden Lantaarn die centraal boven de steekboog ging. De zaal bood plaats voor 700 mensen, en had naast balkons ook ruimte voor een orkest om de stomme films muzikaal te ondersteunen. De bovenverdieping werd gebruikt als buffet en was bereikbaar via het portaal. 
In 1932 werd de cinema voorzien van een geluidsinstallatie. Zo werd De Gouden Lanteern de eerste cinema in Kortrijk die films met geluid vertoonde. Die films werden tevens steeds langer, en de hoofdfilm werd aangevuld met een filmjournaal en een tekenfilm, komedie of western.

### Tweede Wereldoorlog en Gouden Tijd voor Cinema (1944-1969)
De cinema werd in de Tweede Wereldoorlog gebruikt door de Vlaamse nazistische vereniging DeVlag om speciale filmavonden te organiseren. Tijdens zo'n filmavond werden propagandafilms zoals "Vlaanderen vecht aan de Oostfront" vertoond.
Tijdens de bombardementen in 1944 werd de zaal aanzienlijk beschadigd, maar na de oorlog werd de cinema wel hersteld, en heropende De Gouden Lanteern.
Na de 2de wereldoorlog beleefde de cinema een Gouden Tijd. De Gouden Lanteern kreeg meer concurrentie, maar overleefde deze concurrentiestrijd.

### Ciné Orly en sluiting (1969-1979)
In 1969 veranderde de cinema van naam naar "Ciné Orly". De cinema sloot uiteindelijk in 1979 de deuren

### Limelight vzw (1980-2006)
1 jaar nadat Ciné Orly sloot, nam kunstencentrum Limelight zijn intrek in het gebouw. Deze vereniging focuste zich op het boeken van kleinschalige theatervoorstellingen, films en muziek. De vzw had echter te kampen met problemen met onder meer de statuten voor hun personeel en financiën. In 1985 en 1992, had de vereniging te kampen met crisissen, maar telkens wist de vzw te overleven. Vanaf 1993 werd er een samenwerking gesloten met de toenmalige Pentascoop (nu Kinepolis Groep) met de bedoeling om alternatieve films ook een kans te geven. In 1997 verliet de vzw het gebouw, en verhuisde ze naar de Pentascoop, nadat die verhuisde naar een nieuw pand aan Hoog Kortrijk.

### De Kreun en leegstand (2006 - heden)
In 2006 verhuisde De Kreun tijdelijk naar de Limelight tot hun nieuwbouw opende in 2009. Later bleek al dat een nieuwe culturele invulling geen optie meer was omdat het gebouw niet meer voldeed aan de voorwaarden om een goede ervaring te kunnen blijven bieden. Na jaren van leegstand, werd het gebouw in 2017 nog kort gebruikt als pop-up design winkel. Ook was er even sprake dat het gebouw zou afgebroken worden om er meergezinswoningen te bouwen, maar door de vele bezwaren werden deze plannen van tafel geveegd door het stadsbestuur. Later besliste het stadsbestuur zelf om de gevel te beschermen. Wie plannen heeft met deze site, moet dus niet enkel de gevel behouden, maar ook de originele belettering terug voorzien en rekening houden met nog andere maatregelen om het aanzicht van de gevel niet te belemmeren. Tot nog toe is er nog geen nieuwe bestemming gevonden voor het gebouw.